# Cerapachys piochardi
Cerapachys piochardi é uma espécie de formiga do gênero Cerapachys.